# قائمة مواقع التراث العالمي في البحرين

مواقع التراث العالمي هي معالم تقوم لجنة التراث العالمي في اليونسكو بترشيحها ليتم إدراجها ضمن برنامج مواقع التراث الإنساني العالمي الذي تديره اليونسكو. هذه المعالم قد تكون طبيعية، كالغابات وسلاسل الجبال، وقد تكون من صنع بشري، كالمعالم المعمارية من جسور أو سدود ومدن وغيرها، وقد تجمع بين الاثنين. وقد أقر المؤتمر العام لليونسكو في دورته السابعة عشرة بباريس في 16 نوفمبر 1972 الاتفاقية المتعلقة بحماية التراث العالمي الثقافي والطبيعي. تسعى هذه الاتفاقية على المحافظة للإنسانية وللأجيال القادمة على الشهادات الطبيعية والثقافية التي لها قيمة عالمية واستثنائية.

## القائمة

### القائمة الأصلية
| الصورة | الاسم                                 | الموقع                                                          | النوع | الرقم | سنة التسجيل | ملاحظات |
| ------ | ------------------------------------- | --------------------------------------------------------------- | ----- | ----- | ----------- | --- |
|        | قلعة البحرين - مرفأ قديم وعاصمة دلمون | المحافظة الشمالية 26°13′59″N 50°31′20″E / 26.23306°N 50.52222°E | ثقافي | 1192  | 2005        | بنيت هذه القلعة من قبل حكام عرب محليين في القرن الرابع عشر الميلادي على مباني تعود لفترات مختلفة وتتكون من أربعة أبراج دائرية في كل زاوية برج وبعض الغرف الخاصة بالذخيرة والغرف الخاصة بالجند.                               |
|        | مسار اللؤلؤ                           | المحرق 26°14′28″N 50°36′48″E / 26.24111°N 50.61333°E            | ثقافي | 1364  | 2012        | يتكون الموقع من سبعة عشر مبنى من مساكن للتجار الأثرياء القدماء ومحلات تجارية ومخازن ومسجد. ويوضح صفة التجارة شكل كل من الاقتصاد والهوية الثقافية للمجتمع في الجزيرة من القرن الثاني وحتى القرن العشرين الميلادي.             |
|        | مدافن دلمون الأثرية                   | البحرين                                                         | ثقافي | 1542  | 2019        | مدافن دلمون تتألف من "21 موقعا أثرياً تقع في الجزء الغربي من جزيرة البحرين"، كما أن ستة من هذه المواقع عبارة عن "مقابر تتألف من عشرات إلى عدة آلاف من المدافن، ويبلغ إجمالي عددها 11774 قبرا تتخذ شكل أبراج أسطوانية منخفضة". |

### القائمة المؤقتة
| الصورة | الاسم | الموقع | النوع | الرقم | سنة التسجيل | ملاحظات |
| ------ | ----- | ------ | ----- | ----- | ----------- | ------- |
|        |       |        |       |       |             |         |